# Les-Kurbas-Theater

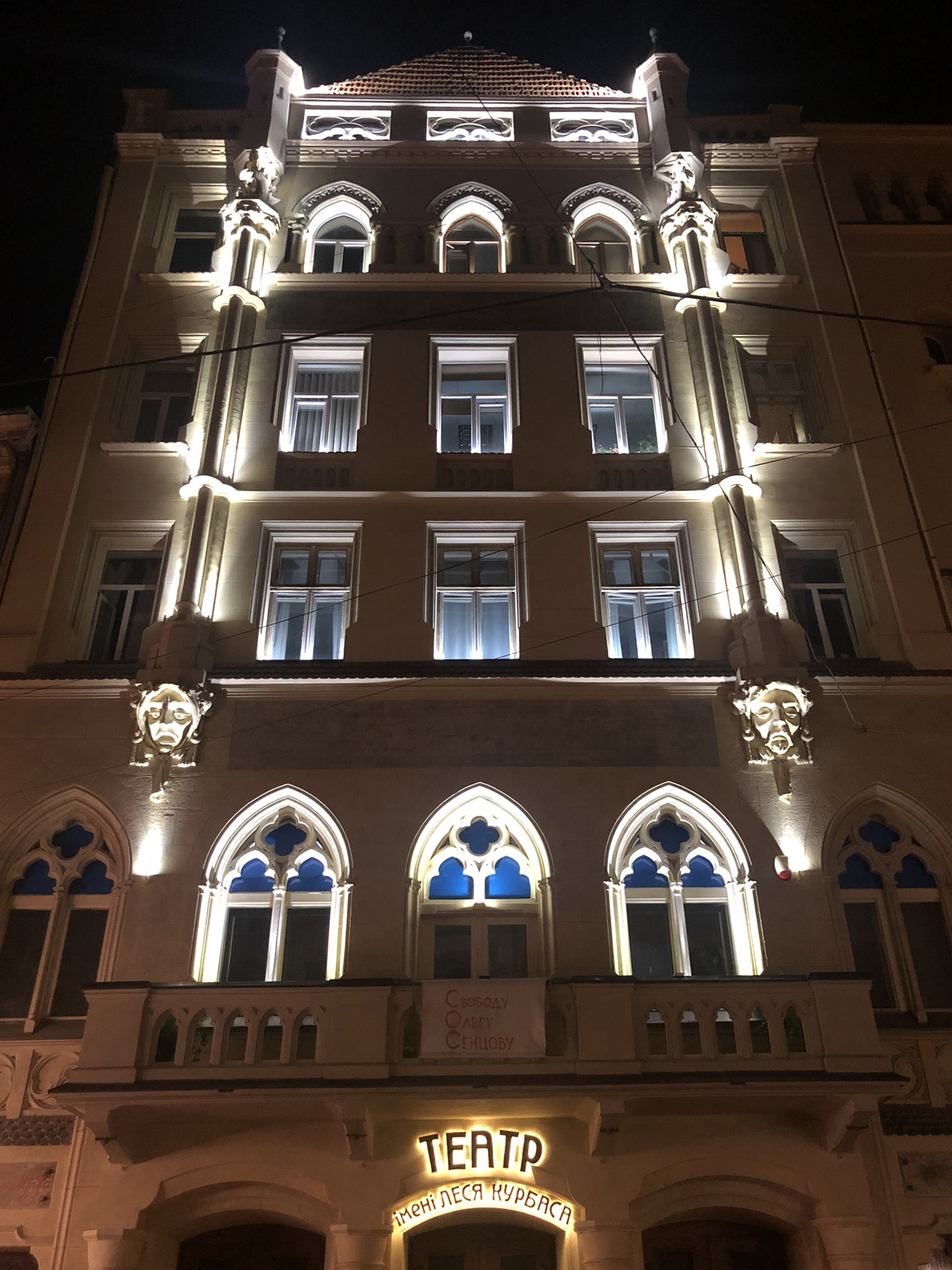
Das Les-Kurbas-Theater in Lviv bei Nacht

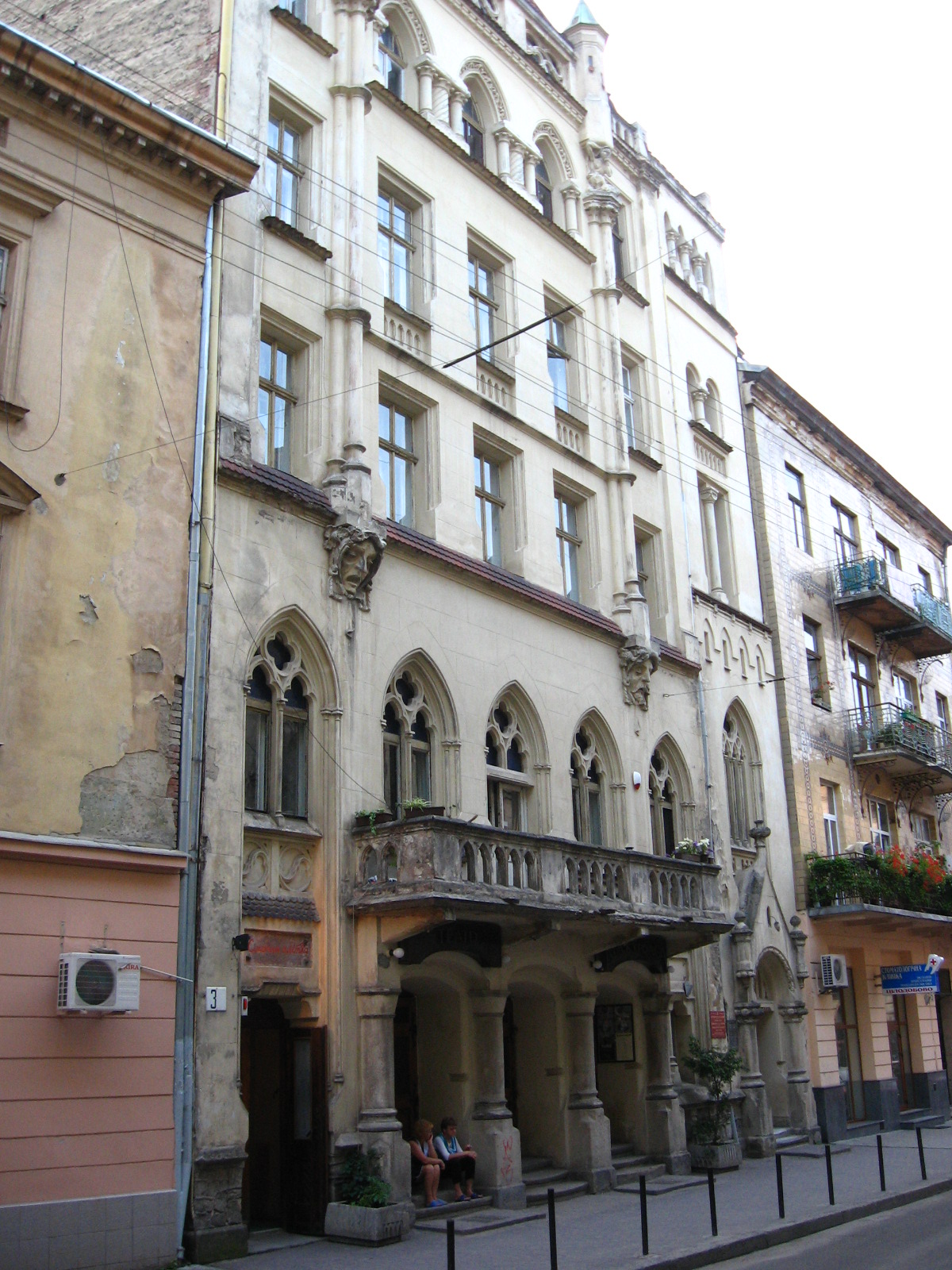
Das Les-Kurbas-Theater in von der Seite bei Tag

Das Les-Kurbas-Theater, auch Lwiwer akademisches Theater Les Kurbas (ukrainisch Львівський академічний театр імені Леся Курбаса) genannt, ist ein 1988 von Wolodymyr Kutschynskyj und einer Gruppe junger Schauspieler in Lwiw gegründetes Theater.

## Theater
Das Theater wurde als  "Lemberger Jugendtheater" gegründet. Das Les-Kurbas-Theater hat sich nach seiner Gründung zu einer der bekanntesten Theatergruppen in der Ukraine und im Ausland entwickelt. Die Theatertruppe führt hauptsächlich Werke von ukrainischen Dramaturgen und klassische Theaterstücke auf. Zu den Aufführungen des Theaters gehören Werke von Lina Kostenko, Gregorius Skoworoda, Wolodymyr Wynnytschenko, Lessja Ukrajinka, Fjodor Dostojewski, Plato, Wassyl Stus und Warten auf Godot von Samuel Beckett. Das Theater vertrat die Ukraine bei zahlreichen internationalen Theaterfestivals und gewann höchste Auszeichnungen. Seit 2019 ist Oleg Mikhailovich Tsyona der künstlerische Leiter des Theaters.
Das Theater ist nach dem  ukrainischen Schauspieler und Regisseur Les Kurbas bekannt.

## Architektur
Die Architekten waren Z. Fedorskyi und S. Matsudzinskyi, die das Gebäude im Stil des modernisierten Historismus des frühen 20. Jahrhunderts entworfen haben. Das fünfstöckige Gebäude ist aus Ziegeln gebaut und mit Fliesen bedeckt. Der ovale Saal ist 11,5 m tief und 6,5 m hoch und hat eine 4,5 mal 5,5 m großen Bühne. Für die Konstruktion der Balkone wurde Metall verwendet. Die ornamentalen Malereien stammen von Zygmunt Balk, und die Balkone sind mit Flachreliefs von Franciszek Bernat verziert. 

## Geschichte

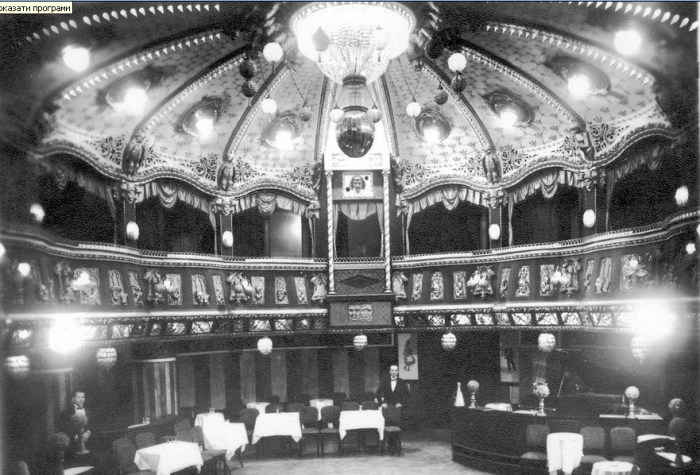
Das Varieté-Theater "Casino De Paris"

Das Theater wurde am 2. März 1910 wurde es als Varietétheater "Casino De Paris" eröffnet. Im Varieté traten die besten Künstler verschiedener Genres aus der ganzen Welt au. Ab 1912 wurden im Rahmen Varieté-Aufführungen auch Filme vorgeführt. in den 1930er Jahren traten Jazzmusiker aus aller Welt auf der Bühne des Casino de Paris auf. Später wurde ein Großteil der aufwendigen Gestaltung rückgebaut und das Gebäude und der Theaterraum für unterschiedliche Zwecke genutzt. In den 1960er Jahren befand sich das Regionale Zentrum für Volkskunst in den Räumlichkeiten des Theaters.